# DeSoto S-Serie
Die DeSoto S-Serie war eine PKW-Baureihe, die Chrysler unter dem Markennamen DeSoto in den Modelljahren 1931 bis 1942 und 1946 bis 1957 anbot.

## Einzelne Serien

### SA-Serie (1931–1932)

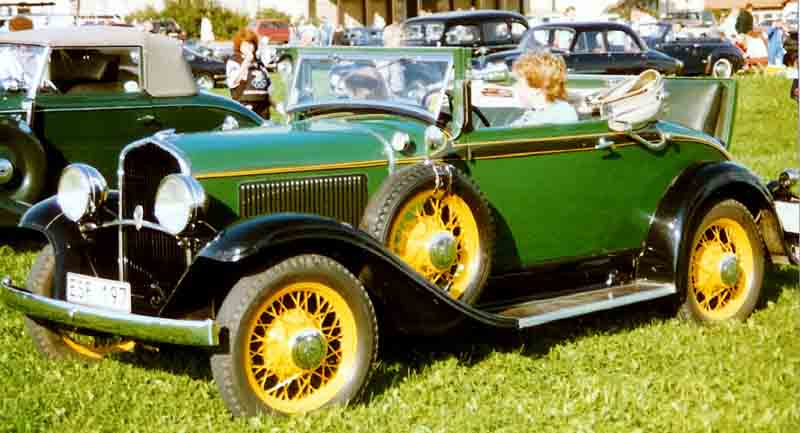
DeSoto SA-Serie Cabriolet (1931)

Die SA-Serie war der Nachfolger der 6-Zylinder-Baureihe CK-Serie. Die Wagen wurden im Januar 1931 auf der New York Automobile Show vorgestellt. Sie besaßen einen neuen Reihensechszylindermotor mit 3364 cm3 Hubraum und seitlich stehenden Ventilen, der 72 bhp (53 kW) bei 3.400/min entwickelte. Der Radstand betrug, wie beim Vorgänger, 2769 mm. Neben den Karosserien des Vorgängers, die nur durch eine etwas länger wirkende Motorhaube aufgewertet wurden, bot man nun auch ein Cabriolet an. In dieser Ausstattung wurde der Sechszylinder bis Dezember 1931 (ab Juli als „Modell 1932“) gefertigt.

### SC-Serie (1932)

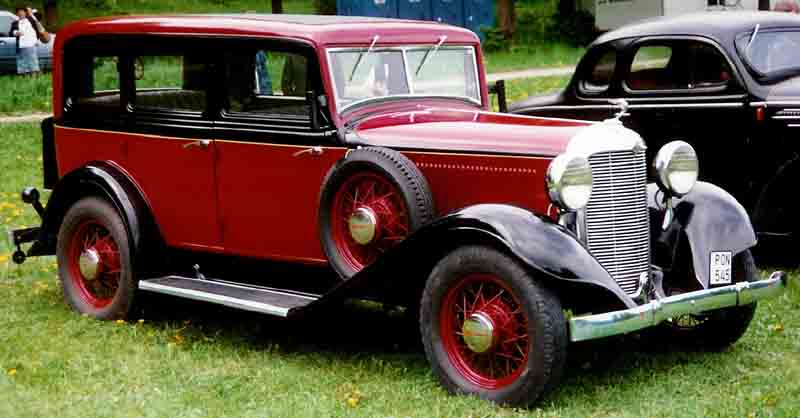
DeSoto SC-Serie Limousine (1932)

Im Januar 1932 wurde die SC-Serie vorgestellt, die deutlich überarbeitet worden war: Der Kühlergrill war abgerundet und der Motor war vergrößert worden. Er hatte nun 3569 cm3 Hubraum und leistete 75 bhp (55 kW). Auch der Radstand war auf 2.854 mm gewachsen. Ein einfaches Standard- und ein besser ausgestattetes Custom-Modell wurden nun angeboten.

### SD-Serie (1933)
Im Dezember 1932 wurde die SD-Serie mit nur geringfügigen stilistischen Überarbeitungen eingeführt. Der Motor leistete bei unverändertem Hubraum nun 100 bhp (74 kW). Die Fertigung lief bis Dezember 1933.

### SE-Serie (1934)
siehe DeSoto Airflow

### SF-Serie (1935)
siehe DeSoto Airstream

### SG-Serie (1935)
siehe DeSoto Airflow

### S-1-Serie (1936)
siehe DeSoto Airstream

### S-2-Serie (1936)
siehe DeSoto Airflow

### S-3-Serie (1937)
Die neue S-3-Serie wurde im September 1936 eingeführt und löste die Modelle Airflow und Airstream ab. Die Wagen wurden auf Fahrgestellen mit zwei unterschiedlichen Radständen angeboten: 2946 mm und 3378 mm. Die Sechszylindermotoren hatten 3738 mm Hubraum und gaben eine Leistung von 93 bhp (68 kW) bei 3600/min. ab. Die Karosserien waren noch vom Airflow beeinflusst und hatten auch hintere Radabdeckungen, aber wieder einen senkrecht stehenden Kühlergrill mit raketenförmiger Kühlerfigur und freistehende Scheinwerfer. Die Motorhaube war nun hinten statt seitlich angeschlagen.

### S-5-Serie (1938)

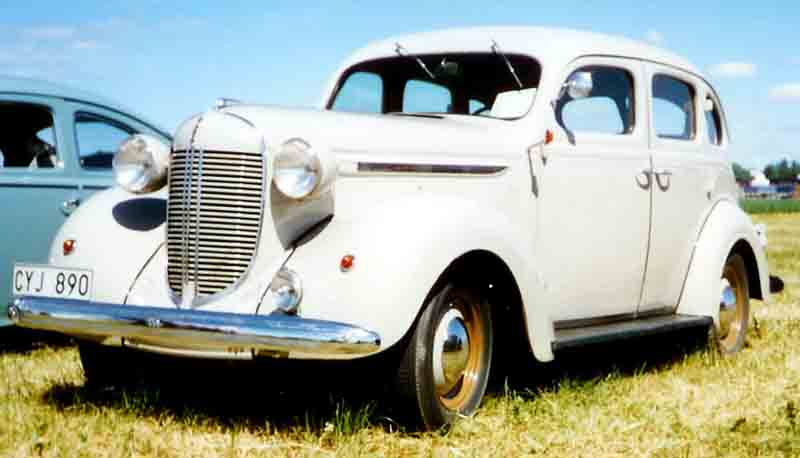
DeSoto S-5-Serie Limousine (1938)

Der S-5 war eine überarbeitete S-3-Serie mit neuem Kühlergrill aus Druckguss und um 3" verlängerten Radständen. Die Radabdeckungen waren weggefallen.

### S-6-Serie (1939)

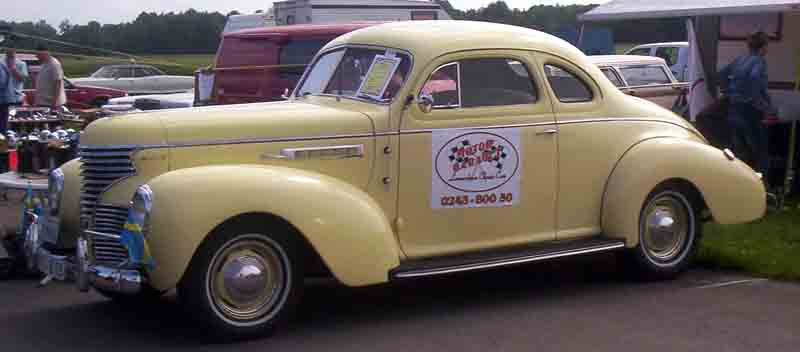
DeSoto S-6-Serie Business-Coupé (1939)

Der S-6 hatte in den vorderen Kotflügeln integrierte Hauptscheinwerfer und einen breiteren Kühlergrill, der mit horizontalen Chromstäben verziert war. Anstatt der einteiligen Windschutzscheibe der Vorgängermodelle besaß er eine V-förmig angestellte Scheibe aus zwei Teilen. Das Reserverad, dessen Abdeckung sich vorher noch auf der Kofferraumklappe abgezeichnet hatte, war jetzt vollkommen darunter verschwunden.

### S-7-Serie (1940)
Die Haube des S-7 trug keinen Kühlergrill mehr; der erstreckte sich darunter zwischen den Hauptscheinwerfern und hatte feingliedrige horizontale Chromstäbe und eine vertikale Teilung in der Mitte. Die offenen Türscharniere waren nun verdeckt. Alle Modelle waren mit einer Innenraumheizung und -lüftung ausgestattet. Neben dem auf 100 bhp (74 kW) erstarkten Serienmotor gab es auf Wunsch ein Modell mit 105 bhp (77 kW). Ebenfalls gegen Aufpreis gab eine Getriebe-Halbautomatik „Simplimatic“.

### S-8-Serie (1941)

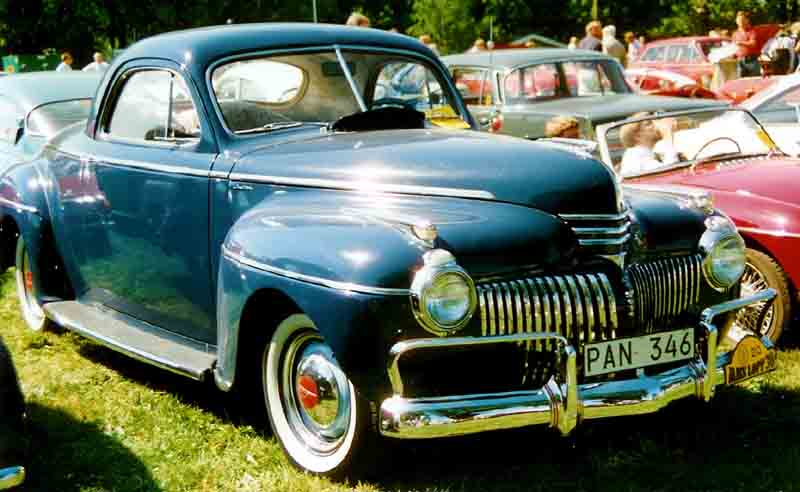
DeSoto S-8-Serie Coupé (1941)

Der S-8 hatte eine hinten angeschlagene Alligatorhaube und die Karosserien wurden länger und breiter. Die Radstände betrugen nun 3086 mm, bzw. 3543 mm. Der Kühlergrill hatte anstatt horizontalen vertikale Chromstäbe („Rainfall“-Grill) und das Rückfenster war deutlich größer geworden.

### S-10-Serie (1942)
Das Styling der S-Serie wurde für das verkürzte Modelljahr 1942 komplett überarbeitet. Der Kühlergrill mit senkrechten Chromstäben war flacher geworden und erstreckte sich über die gesamte Fahrzeugbreite. Die darüber angeordneten Hauptscheinwerfer, die – wenn nicht gebraucht – hinter Blechkappen verschwanden, gaben dem Fahrzeug ein geradezu futuristisches Aussehen. Der aufgebohrte Motor mit 3879 cm3 Hubraum leistete 115 bhp (92 kW) bei 3800/min. Im Januar 1942 wurde die Produktion kriegsbedingt eingestellt.

### S-11-Serie (1946–1948)

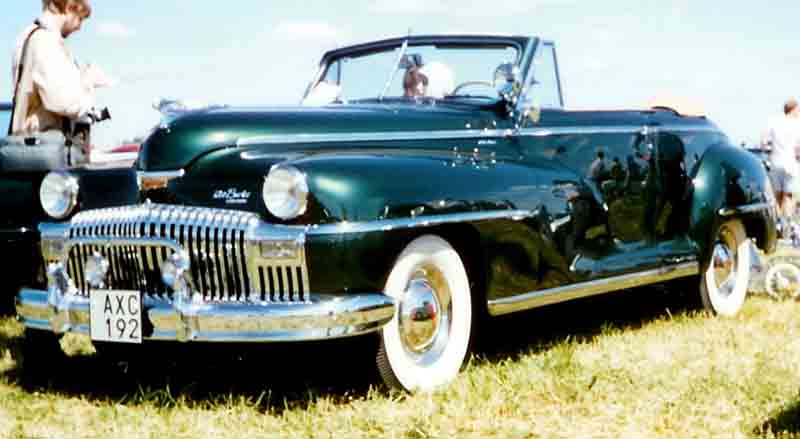
DeSoto Custom S-11-C Cabriolet (1946)

siehe DeSoto Deluxe (S-11-S) und DeSoto Custom (S-11-C)

### S-13-Serie (1949)
siehe DeSoto Deluxe (S-13-1) und DeSoto Custom (S-13-2)

### S-14-Serie (1950)
siehe DeSoto Deluxe (S-14-1) und DeSoto Custom (S-14-2)

### S-15-Serie (1951–1952)
siehe DeSoto Deluxe (S-15-1) und DeSoto Custom (S-15-2)

### S-16-Serie (1953)
siehe DeSoto Firedome

### S-17-Serie (1952)
siehe DeSoto Firedome

### S-18-Serie (1953)
siehe DeSoto Powermaster

### S-19-Serie (1954)
siehe DeSoto Firedome

### S-20-Serie (1954)
siehe DeSoto Powermaster

### S-21-Serie (1955)
siehe DeSoto Fireflite

### S-22-Serie (1955)
siehe DeSoto Firedome

### S-23-Serie (1956)
siehe DeSoto Firedome

### S-24-Serie (1956)
siehe DeSoto Fireflite (S-24) und DeSoto Adventurer (S-24-A)

### S-25-Serie (1957)
siehe DeSoto Firedome

### S-26-Serie (1957)
siehe DeSoto Fireflite (S-26) und DeSoto Adventurer (S-26-A)

### S-27-Serie (1957)
siehe DeSoto Firesweep